# Hilde Lotz-Bauer

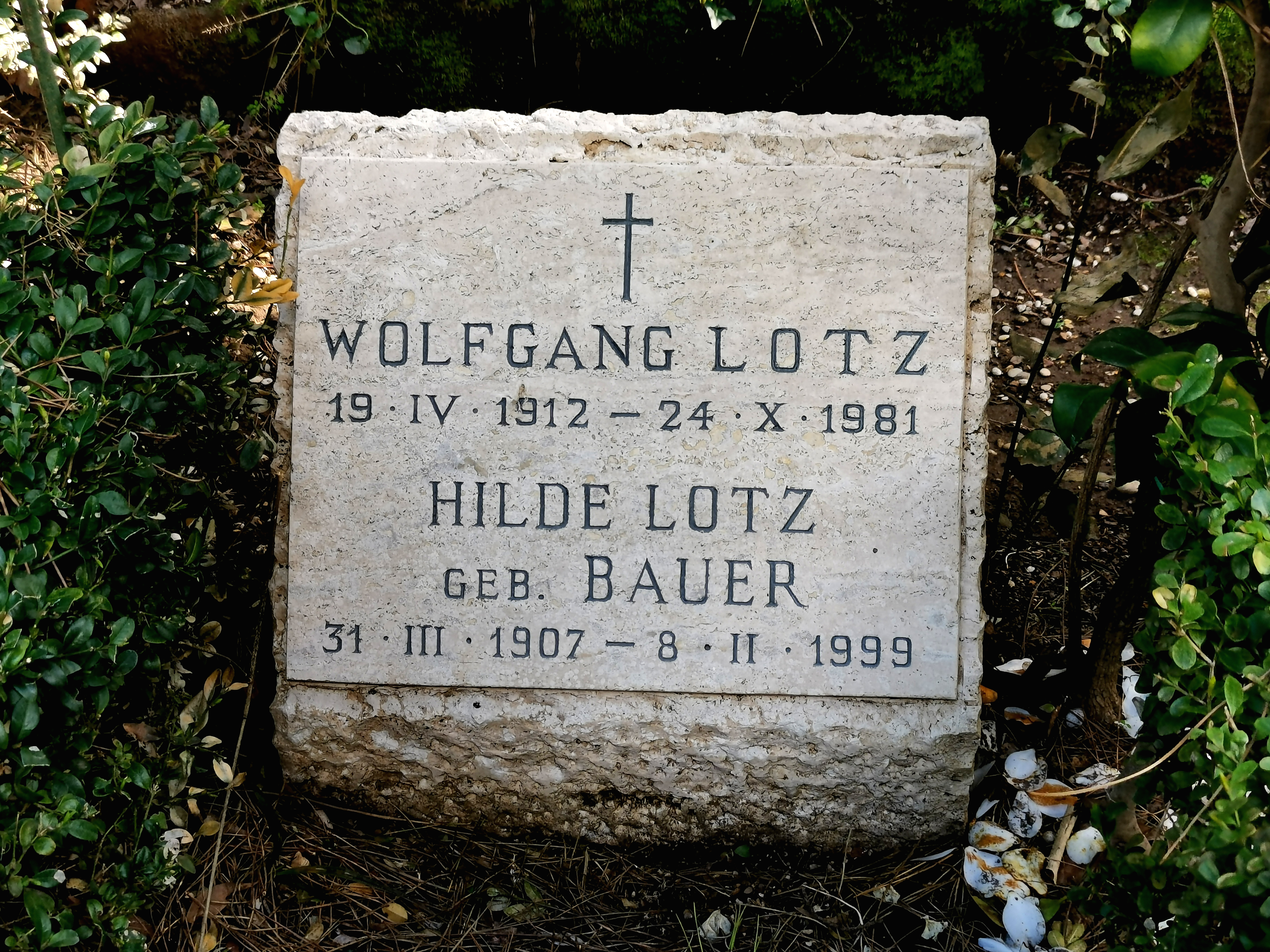
Grab auf dem Protestantischen Friedhof Rom

Hilde Lotz-Bauer (* 31. März 1907 in München als Hilde Bauer; † 8. Februar 1999 ebenda) war eine deutsche Fotografin und Kunsthistorikerin.

## Leben und Werk
Hilde Bauer besuchte ab 1913 die Grundschule in Bogenhausen, anschließend von 1917 bis 1920 eine Höhere Töchterschule und danach bis 1925 ein Mädchengymnasium in München.
Ab 1928 studierte sie Kunstgeschichte in an der Universität München und wurde 1931 bei Wilhelm Pinder promoviert. Anschließend absolvierte sie bis 1933 eine Fotografenausbildung an der Bayerischen Staatslehranstalt für Lichtbildwesen in München. Ab 1935 arbeitete sie gemeinsam mit ihrem ersten Ehemann, dem Kunsthistoriker Bernhard Degenhart, in Italien am Kunsthistorischen Institut in Florenz und an der Bibliotheca Hertziana in Rom. 1939 wurde die Ehe mit Bernhard Degenhart geschieden.
Am Kunsthistorischen Institut lernte sie 1939 Wolfgang Lotz kennen, den sie am 5. August 1941 heiratete und mit dem sie im September 1943 nach München zurückkehrte. Wolfgang Lotz und Hilde Lotz-Bauer hatten einen Sohn (* 1942) und zwei Töchter (* 1946, * 1948). Von 1953 bis 1962 arbeiteten sie in den USA, wo ihr Mann eine Professur übernommen hatte, und ab 1962 wieder an der Bibliotheca Hertziana in Rom, die Wolfgang Lotz bis 1980 als Direktor leitete. 1981 verstarb ihr Mann nach einem Herzanfall.
Hilde Lotz-Bauer kehrte 1984 nach München zurück. Dort verstarb sie 1999 fast erblindet. Sie wurde neben ihrem Mann auf dem Cimitero acattolico in Rom bestattet.
Im Vordergrund des fotografischen Schaffens von Hilde Lotz-Bauer standen Architektur- und Industriefotografie, Sachfotografie und Reportagefotografie. Ihr fotografischer Stil zeigt eine Nähe zu Henri Cartier-Bresson, ihre Porträtaufnahmen lassen eine Beeinflussung durch August Sander erkennen.
Ihr photographisches Werk wurde in mehreren Ausstellungen gezeigt, so 1977 im Palazzo Strozzi in Florenz, 1980 im Courtauld Institute of Art in London, 1981 im Wissenschaftszentrum in Bonn, 1993 Reiss-Museum in Mannheim und 2008 in Scanno. Etwa 7000 Kleinbildnegative mit Aufnahmen aus Italien vermachte sie 1985 dem deutschen Fotografen Franz Schlechter, der das Fotoarchiv Hilde Lotz-Bauer aufbaute. Ein Teil ihres künstlerischen Nachlasses (etwa 750 Fotos) ist im Besitz des Kunsthistorischen Instituts in Florenz. Aus Anlass ihres hundertsten Geburtstags wurde eine Auswahl dieser Fotos in einer Online-Ausstellung gezeigt.

## Schriften
- Die Plastik der Brüder Martin und Michael Zürn. Dissertation. Universität München 1931. Gatzer & Hahn, Schramberg (Schwarzwald) 1941.